# Sette parole di Cristo in croce
Le Sette parole di Cristo in croce (Septem verba Domini Jesu Christi) sono l'insieme delle parole che Gesù pronunciò sulla croce raccolte in altrettante frasi presenti nei racconti della Passione dei quattro Vangeli. Esse costituiscono il testo delle composizioni musicali denominati Summa Passionis (contenenti cioè una sintesi dei quattro vangeli). Tali composizioni non sono riconducibili al genere Passio (monofoniche o polifoniche, in latino o in lingua volgare); infatti il modello che si diffuse maggiormente, in area sia Cattolica che Protestante, sembra essere quello della Passione Longueval, che conteneva tutte le Sette Parole musicate in polifonia. Queste le Sette Parole:
| Pater, remitte illis, quia nesciunt quid faciunt | Padre, perdona loro, poiché non sanno quello che fanno | Lc 23,34           |
| Amen dico tibi: hodie mecum eris in paradiso     | In verità, ti dico, oggi tu sarai con me in paradiso   | Lc 23,43           |
| Mulier, ecce filius tuus. Fili, ecce mater tua   | Donna, ecco tuo figlio. Figlio, ecco tua madre         | Gv 19,26           |
| Eli, Eli, lema sabacthani                        | Dio mio, Dio mio, perché mi hai abbandonato?           | Mt 27,46; Mc 15,34 |
| Sitio                                            | Ho sete                                                | Gv 19,28           |
| Consummatum est                                  | Tutto è compiuto                                       | Gv 19,30           |
| Pater, in manus tuas commendo spiritum meum      | Padre, nelle tue mani consegno il mio spirito          | Lc 23,46           |

Nel corso del XVI secolo questo specifico momento della Passione finì per diventare musicalmente autonomo. Tecnicamente non era un Passio e nemmeno era simile al nascente oratorio; in forza dell'uso liturgico particolare, le Sette Ultime Parole evolvettero come genere ancora più specifico.
Inoltre, la peculiarità sinottica del testo consentì ai librettisti di avvalersi anche di fonti extra-bibliche e ai compositori di inserire nelle loro partiture melodie più espressive.
Il genere Sette Parole, per quantità di produzione, è assai inferiore al genere Passio nei secoli XVI e XVII, mentre divenne di grande interesse a partire dalla fine del Settecento e soprattutto nel Novecento e ai giorni nostri.
La versione più nota è quella di Haydn; meno note quelle racchiuse nel seguente elenco.
| compositore                                                                   | titolo                                                                          | anno di composiz. | dettagli |
| Orlando di Lasso                                                              | Septem verba Domini Jesu Christi 5 voc.                                         | XVI sec.          | mottetto |
| Heinrich Schütz                                                               | Die sieben Worte Jesu Christi am Kreuz, SWV 478                                 | 1645              | Passione cantata, per soli SATTB, coro SATTB, cinque strumenti e basso continuo |
| Augustin Pfleger                                                              | Passio, sive Septem Verba Christi in cruce pendentis                            | 1670 ca.          | oratorio |
| Pergolesi (attribuita)                                                        | Septem verba a Christo in cruce moriente prolata                                | 1730-1736         | |
| Christoph Graupner                                                            | Die sieben Worte des Heilands am Kreuz                                          | 1743              | cantata ciclo |
| Joseph Haydn                                                                  | Die sieben letzten Worte unseres Erlösers am Kreuze                             | 1787              | Oratorio, per soli SSATB, coro SATB + orchestra - poi arrangiata come oratorio per quartetto d'archi e trascritta anche per solo pianoforte                                                          |
| Francisco Javier García Fajer                                                 | Septem ultima verba christi in cruce                                            | 1787              | Oratorio latino, 2 soli soprano, 2 violini, viola e basso |
| Francesco Galeazzi                                                            | Strofe per le tre ore di agonia di Nostri Signor Gesu Christo                   | 1812              | 3 soli (TTB) e piccolo (2 va, bn, b) |
| Christian Friedrich Hermann Uber                                              | Die letzten Worte des Erlösers                                                  | 1822              | oratorio |
| Saverio Mercadante                                                            | Le sette ultime parole di Nostro Signore Gesù Cristo                            | 1838              | Oratorio, per soli SATB, coro e pianoforte e/o accompagnamento di quartetto d'archi |
| Eugene Gautier                                                                | Les Sept Paroles de Christ                                                      | ca. 1855          | Per solo T, coro SATB, e orchestra |
| Charles Gounod                                                                | Les Sept Paroles de Notre Seigneur Jesus-Christ sur la Croix                    | 1855              | Per soli SATB e coro (pianoforte o organo ad libitum) |
| César Franck                                                                  | Les Sept Paroles du Christ sur la Croix                                         | 1859              | Per soli STTB, coro SATB, e orchestra |
| Théodore Dubois                                                               | Les Sept Paroles du Christ                                                      | 1867              | Oratorio , SATB soloists, SATB choir, and orchestra , dedicated to Abbot Jean-Gaspard (1797-1871) curé of La Madeleine.                                                                              |
| Adolphe Deslandres                                                            | Les Sept Paroles du Christ                                                      | 1883              | Oratorio, per solo B, coro, violino, violoncello, arpa e organo |
| Lorenzo Maria Falduti maestro di cappella della Cattedrale di Reggio Calabria | Le Sette Parole dell'agonia di Nostro Signore Gesù Cristo                       | Fine 800          | Oratorio Sacro, su testo di Pietro Metastasio |
| Pater Hartmann                                                                | Septum ultima verba Christi in cruce                                            | 1908              | oratorio |
| Giuseppe Ramella                                                              | Le sette parole di Gesù sulla croce                                             | 1908              | |
| Lorenzo Perosi                                                                | Le sette parole di N.S.GESÙ CRISTO sulla CROCE                                  | ?                 | Per soli, organo e orchestra d'archi, corni, trombe, arpa, celesta |
| Luigi Bottazzo                                                                | Le sette parole di N. S. G. C. in Croce : per la pia funzione del venerdì santo | 1926              | (Op. postuma) A tre voci dispari CTB eseguibili anche ad una voce di contralto |
| Charles Tournemire                                                            | Sept Chorals-Poèmes pour les sept Paroles du Christ (0p. 67)                    | 1935              | organo |
| Mario Aloe                                                                    | Le sette Parole di N. S. G. C. Sulla croce                                      | 1932/1941         | Mezzosoprano, Tenore, Baritono, Basso, Clarinetto, Violino, Harmonium |
| Robert James Dvorak                                                           | The Seven Last Words                                                            | 1945              | Solo tenore, coro SATB, violino, ottoni, arpa, percussioni e tastiera |
| Lino Liviabella                                                               | Le sette parole di Gesù sulla Croce                                             | 1958              | Cantata per tenore, voce recitante, coro e orchestra. Testo di Emidio Mucci. |
| Knut Nystedt                                                                  | Jesu syv ord på korset – Die Sieben Worte Jesu am Kreuz op. 47                  | 1961              | Passione mottetto, coro a cappella SATB |
| Alan Ridout                                                                   | The Seven Last Words                                                            | 1965              | organo |
| Douglas Allanbrook                                                            | The Seven Last Words                                                            | 1970              | mezzo-soprano, baritono, coro e orchestra |
| Eberhard Wenzel                                                               | Die sieben Worte Jesu Christi am Kreuz (Op. 53 No. 3)                           | 1971              | Coro SAB |
| Sofia Gubaidulina                                                             | Sieben Worte                                                                    | 1982              | violoncello, bayan e archi |
| Tristan Murail                                                                | Les Sept Paroles du Christ en Croix                                             | 1986-9            | Oratorio per coro e orchestra |
| James MacMillan                                                               | Seven Last Words from the Cross                                                 | 1993              | cantata per coro e archi |
| Ian Wilson                                                                    | The Seven Last Words                                                            | 1995              | Trio pianoforte |
| Ruth Zechlin                                                                  | Die sieben letzten Worte Jesu am Kreuz                                          | 1996              | organo |
| Nancy Hill Cobb                                                               | The Seven Last Words                                                            | ca. 1998          | Coro SATB |
| Benjamin Cornelius-Bates                                                      | The Seven Last Words of Christ on the Cross                                     | 2009              | Coro SATB, solo baritono, organo, quartetto d'archi e tromba |
| Idin Samimi Mofakham                                                          | Seven Last Words From the Cross                                                 | 2008              | for solo male voice and string quartet |
| Tawnie Olson                                                                  | The Seven Last Words from the Cross                                             | 2009              | SATB choir, soloists, and chamber orchestra |
| Jerome Malek                                                                  | Seven Last Words                                                                | 2010              | cantata for choir, five soloists and orchestra |
| Tristan Murail                                                                | Les Sept Paroles for orchestra, chorus and electronics                          | 2010              | |
| Gareth Wilson                                                                 | Logos                                                                           | 2010              | unaccompanied choir |
| Daan Manneke                                                                  | The Seven Last Words                                                            | 2011              | Oratorio for chamber choir |
| Sascha André Heberling                                                        | Die sieben letzten Worte                                                        | 2012              | Baritone soloist, choir, strings and tympany |
| Daniel Elder                                                                  | Seven Last Words from the Cross                                                 | 2012              | for unaccompanied choir |
| Fabrizio Bastianini                                                           | Sette parole                                                                    | 2013              | for SATB choir, mezzo-soprano, tenore, baritone and strings |
| Bernard Salles                                                                | Les sept dernières paroles du Christ en Croix                                   | 2013              | Soli SATB, voce recitante e orchestra; le Parole sono in aramaico; l'orchestrazione riprende quella del Requiem di Mozart: 2 corni di bassetto, 2 fagotti, 2 trombe, 3 tromboni, percussioni e archi |